# الصدف (قبيلة)
قبيلة الصدف بتشديد وفتح الصاد المهملة، وكسر الدال المهملة، قبيلة من اقدم قبائل حضرموت ورد اسمها في نقوش الآثار القديمة.

## نسب الصدف
أختلف في نسب الصدف على عدة أقوال، منها:
- الصدف ابن شهال بن عَمْرو بن دعمي بن زيد بن حَضَرَمَوت، وهو قول ابن الكلبي في كتاب نسب حضرموت المفقود.[2]
- الصدف بن أسلم بن زيد بن مالك بن حَضَرَمَوت الأكبر، وهو قول الشرقي بن القطامي وابن حزم.[3][4]
- الصدف وهو مالك بن مرتع بن معاوية بن كندة، وهو قول منسوب إلى عبد الرزاق الصنعاني.[5]
- الصدف وهو مالك بن عمرو بن ديسع بن السبب بن شرحبيل بن الحارث بن مالك ابن زيد بن سدد بن حمير الأصغر، وهو قول نشوان الحميري.[6]
- الصدف بن سهل بن عمرو بن قيس بن معاوية بن جشم بن عبد شمس بن وائل بن الغوث بن حيدان بن قطن بن عريب بن زهير بن أيمن بن هميسع بن حمير، وهو قول السمعاني.[7]

وعلق جواد علي على خلاف النسابة في نسب الصدف بقوله: «واختلاف أهل الأنساب، وأهل الأخبار في نسب الصدف، دليل على اختلاط هذه القبيلة ببطون كندة وحمير وحضرموت. ودخول بطونها فيها، وانتسابها إلى البطون التي دخلت فيها، ويؤدي ذلك في الغالب كما رأينا إلى اختلاط الأنساب».
وعن سبب تسميتهم بالصدف، قال الشرقي بن القطامي: «الصدف هو أسلم ومالك ذو جدن وربيح بنو زيد بن الحَضْرَمِيّ وإنما سموا الصدف لأنهم صدفوا فصاروا أعرابا وورث مَالِك وربيح الأرض وصاروا أهلها». أما عبد الرزاق الصنعاني فقال: «حضرموت والصدف - وهم ولد مالك بن مرتع بن معاوية بن كندة - وإنما سمى صدفا لان مرتعا تزوج حضرمية وشرط لها أن تكون عنده، فإذا ولدت ولدا لم يخرجها من دار قومها. فولدت له مالكا. فقضى الحاكم عليه بأن يخرجها إلى أهلها. فلما خرج مالك عنه معها قال: صدف عنى مالك. فسمى الصدف».

## بطون قبيلة الصدف
بنو الأحروم وهو حريم، وبنو الأجذوم وهو جذام، وبنو ذهبان وموطنهم قرية الحيق والنسبة إلى ذهبان وهو بطن من حضرموت وهوذهبان بن مالك ذي المنار بن وائل ذي طواف بن ربيعة بن النعمان سيار ذي ألم بن زيد نوسع ذي جماد بن مالك ذي جدن، هكذا ذكر ابن حبيب عن ابن الكلبي. وبنو نباتة وموطنهم قرية دفيش، وبنو أيدعان، وبنو غسان، وبنو رعيل، وبنو ذخير، وبنو موصل بن جمان. وذكر أبو محمد الهمداني،بنو الحارث بن الصدف ومن بطونها: آل أبي ناعمة، آل مرشد، آل نافع، آل النمر، آل أبي ثور. وذكر جلال الدين السيوطي من بطون الصدف: الأبرد وأبوذ وأولوم وحريم وذخير ورعيل والصدفي وعريف وقسحم وناتل وخوار والأبيود وهو آبد ونسي وهو نسائي. وبنو الصيعر، وهم الصيعر بن أشموس بن مالك بن حريم· وذكر باحنَّان والحداد من بطون الصدف: بنو سلامه: هم بنو سلامه بن رقاش بن عمرو بن سرحان بن داس بن أبي داس عمر بن سويلم آل عمر آل جعاسم آل باداس من الصدف. وبنو إبراهيم هم آل باجمال وآل باحاتم وآل باحفين وآل باحلوان وآل باخطيب وآل بن ذبيح من الصدف. وبنو ذهبان وآل بن طبن وبنو العفار وآل عقبة وآل باحاتم وبن ذبيح وآل باغانم وآل باحفين وآل باصهي وآل باعباد وآل بامروان وآل باناعمة وآل باكثير ومنهم وبنو مشيرح وبنو نباية، وقال باحنان بنو الصدف لها بقية احتفظت باسمها تعد حالياً في قبيلة الجوهيين من سيبان. وآل باناعمة: قيل هم بنو أبي ناعمة مالك بن ناعمة الصدفي، وذكرهم أبو محمد الهمداني وقال: هم سادة بني الحارث بن حضرموت. وأيضاً ذكر: آل بازرعة: هم بنو زرعة بن جعشم من الصدف. وآل الريان: هم بنو الريان بن قطيبة بن عمرو بن ألمي بن الصدف وآل باعباد: قيل هم من حمير، وقيل هم العباد ويدعوهم آل باعباد، والحرمية من الصدف· وبنو الحكلي، وهم الحكلي بن الأبيود بن مالك الصدف: الحكلي.

## إسلام الصدف
ذكر إسماعيل بن عمر بن كثير وفود أهل حضرموت على رسول الله صلى الله عليه وسلم، منها قبيلة كندة وحضرموت وقبيلة الصدف، حيث قال عن وفد الصدف: قدموا في بضعة عشر راكبا، فصادفوا رسول الله صلى الله عليه وسلم يخطب على المنبر، فجلسوا ولم يسلموا، فقال: «أمسلمون أنتم؟» قالوا: نعم. قال: «فهلا سلمتم؟». فقاموا قياما فقالوا: السلام عليك أيها النبي ورحمة الله وبركاته. فقال: «وعليكم السلام، اجلسوا». فجلسوا وسألوا رسول الله صلى الله عليه وسلم عن أوقات الصلوات. وحدد ابن الأثير الجزري الحدث والزمن الذي وفد فيه الصدف على الرسول صل الله علية وسلم، وهي عند حجة الوداع في السنة العاشرة للهجرة عند ذكره الأحداث التي حصلت فيها حيث قال: وفيها قدم وفد الصدف، وافوا رسول الله صلى الله عليه وسلم، في حجة الوداع. وحدد ابن خلدون الجهة التي قدم منها وفد الصدف، وهي حضرموت حيث قال: قدم وفد الصدف من حضرموت في بضعة عشر نفرا فأسلموا وعلمهم أوقات الصلاة وذلك في حجة الوداع.

## مواطن قبيلة الصدف
في العصر الجاهلي نستخرج في نصوص المسند التي دونت في حوالي القرن الثالث للميلاد، أن حدود مساكن قبائل الصدف من بعد مدينة صوران بمنطقة الكسر وإلى القريب من مدينة شبام في وادي حضرموت. وفي العصر الإسلامي، عند بداية عهد الإسلام ذكر مواطنهم في حضرموت، وفي القرن الرابع للهجري ذكر أبو محمد الهمداني المتوفي سنة 334هـ في كتابه صفة جزيرة العرب مواطن بني الصدف حيث قال: وكان بحضرموت الصَّدف من يوم هم، ثم جاءت إليهم كندة بعد قتل ابن الجون يوم شعب جبلة لما انصرفوا من الغمر غمر ذي كندة. وعدد فيها مساكن قبائل الصدف وقال: الصيعر قبيلة من الصَّدف تنسب إليها ريدة ليفرق بينها وبين ريدة أرضين، ثم عندل مدينة عظيمة للصَّدف وعندل وخودون وهدون ودمون مدن للصدف بحضرموت، وريدة العباد وريدة الحرميَّة للأحروم من الصَّدف، والحيق وهو لبني نباتة من الصدف، وتفيش لبني ذهبان من الصدف، ذو دهانة وادٍ لبني بحر وبني ذهبان من الصدف، وبئر ميمون بمكة وهو ميمون بن قحطان الصدفي من ولد أبد بن أبيود بن مالك بن الصّدف  ·